# Debra Wilson
Debra Renee Wilson, född 26 april 1962, är en amerikansk skådespelare. Hon är bland annat känd för sin medverkan i MADtv och är den skådespelare från originalsättningen som var kvar längst (åtta säsonger). I övrigt har hon gjort många röstroller, bland annat i Avatar, American Dad! och Family Guy. Wilson har också agerat i många independentfilmer.

## Filmografi (urval)
- Blue in the Face (1995)
- Se upp Beverly Hills (1997)
- Jane White is Sick & Twisted (2001)
- Skin Deep (2003)
- Nine Lives (2004)
- Scary Movie 4 (2006)
- Whitepaddy (2006)
- Perfect Combination (2010)
- Naked Angel (2014)
- Hobbit: Femhäraslaget (2014)
- Mothers of the Bride (2015)
- Dead 7 (2016)
- Amelia 2.0. (2017)
- The Nun (2018)
- The Christmas Chronicles (2018)
- 2025 – Eyes of Wakanda (TV-serie)